# Хьюди, Марша
Марша Луиза Хьюди (англ. Marsha Louise Hudey; род. 3 августа 1990 года, Реджайна, Канада) — канадская конькобежка, трёхкратная призёр Кубка мира по конькобежному спорту. Участница зимних Олимпийских игр 2014, 2018 и 2022 года.

## Биография
Марша Хьюди родилась в городе Реджайна, провинция Саскачеван, Канада. Выбор конькобежного спорта был обусловлен тем, что её семья: отец, двое братьев и сестра — все занимались конькобежным спортом. Впервые начала кататься на коньках в возрасте 4-х лет и тренировалась на открытом овале в Реджайне. Профессионально тренируется на базе клуба «Regina Speed Skating Club», Реджайна. 
На зимних играх 2007 года в Канаде она завоевала три золотые медали на дистанциях 100 м, 500 м и в командной гонке преследования. С 2008 года начала тренироваться на Олимпийском овале в Калгари. С 2008 по 2012 год несколько раз поднималась на подиум на чемпионате Северной Америки на дистанциях 500 и 1000  метров. Она дебютировала на Кубке мира в сезоне 2013/14 годов и позже в том же году попала в олимпийскую сборную. 
В феврале 2014 года на зимних Олимпийских играх в Сочи заняла 31-е место на дистанции 500 метров. В 2015 году на чемпионате мира по конькобежному спорту на отдельных дистанциях в Херенвене Марша заняла 17-е место на дистанции 500 м, а позже на чемпионате мира в Астане поднялась на 20-е место спринтерском многоборье. В ноябре на кубке мира в Калгари заняла 3-е место в командном спринте.
В феврале 2016 года она заняла 16-е место на дистанции 500 м на чемпионате мира по конькобежному спорту на отдельных дистанциях в Коломне. В январе 2017 года Марша заняла 2-е место в забеге на 500 м на чемпионате Канады. На чемпионате мира на отдельных дистанциях в Канныне 10 февраля на Олимпийском Овале Каннына во время забега на 500 м среди женщин с итоговым результатом 37,89 (+0,76) Марша финишировала шестой.
В сезоне 2016/17 она завершила Кубок мира на дистанции 500 м на 4-м месте в общем зачёте. 17 ноября того года впервые выиграла серебряную индивидуальную медаль на дистанции 500 м на этапе Кубка мира в Ставангере. В январе 2018 года впервые выиграла дистанцию 500 м на чемпионате Канады на отдельных дистанциях.
На зимних Олимпийских играх 2018 года, которые стали для неё вторыми в карьере, Марша Хьюди была заявлена для участия в забеге на 500 м. 18 февраля 2018 года на Олимпийском Овале Каннына в забеге на 500 м она финишировала с результатом 37.88 (+0.94). В итоговом зачёте Марша заняла 10-е место.
В сезоне 2018/19 Хьюди выиграла свой первый национальный титул на дистанции 500 метров. В том же 2019 году заняла 20-е место в беге на 500 м на чемпионате мира по конькобежному спорту на отдельных дистанциях в Инцелле. Через год вновь стала чемпионкой страны на 500 м и вновь поднялась на 20-е место на чемпионате мира по конькобежному спорту на отдельных дистанциях в Солт-Лейк-Сити.
В сезоне 2021/22 Хьюди в третий раз выиграла чемпионат Канады на дистанции 500 м и в феврале 2022 года участвовала в третий раз на зимних Олимпийских играх в Пекине, где 13 февраля в забеге на 500 м заняла 21-е место с результатом 38,79 сек.

## Личная жизнь
Марша Хьюди в 2013 году окончила Университет Калгари в степени бакалавр в области реабилитации и инвалидности. В свободное от тренировок и выступлений время работает помощником физиотерапевта в Реджайне.
Увлекается гольфом, кулинарией, выпечкой, рыбалкой и прогулками на свежем воздухе с мужем Райаном.